# Thyreosthenius
Thyreosthenius és un gènere d'aranyes araneomorfes de la subfamília dels erigonins, dins de la família Linyphiidae. Es poden trobar a la zona holàrtica: Europa, Rússia i Nord d'Amèrica.
Fou descrit per primera vegada per Eugène Louis Simon l'any 1884.
És sinònim del gènere Hormathion Crosby & Bishop, 1933

## Llista d'espècies
Segons The World Spider Catalog 12.0:
- Thyreosthenius biovatus (O. Pickard-Cambridge, 1875) – Europa, Rússia
- Thyreosthenius parasiticus (Westring, 1851) – Nord-amèrica, Europa, Caucas, Rússia